# Жегаловский сельский округ
Жегаловский сельский округ — упразднённая административно-территориальная единица, существовавшая на территории Щёлковского района Московской области в 1994—2006 годах.
Жегаловский сельсовет был образован в первые годы советской власти. По данным 1919 года он входил в состав Щёлковской волости Богородского уезда Московской губернии.
9 декабря 1921 года Щёлковская волость была передана в Московский уезд.
23 ноября 1925 года из Жегаловского с/с был выделен Серковский с/с.
В 1926 году Жегаловский с/с включал село Жегалово и Жегаловское болото.
В 1929 году Жегаловский с/с был отнесён к Щёлковскому району Московского округа Московской области. При этом к нему был присоединён Серковский с/с.
8 марта 1937 года из Жегаловского с/с в состав дачного посёлка Загорянский был передан посёлок Валентиновка.
В 1939 году к Жегаловскому с/с был присоединён Оболдинский сельсовет.
14 июня 1954 года к Жегаловскому с/с был присоединён Хотовский сельсовет.
3 июня 1959 года Щёлковский район был упразднён и Жегаловский с/с отошёл к Балашихинскому району.
8 августа 1959 года часть территории Жегаловского с/с была включена в черту города Щёлково.
28 июля 1960 года Жегаловский с/с вернулся в восстановленный Щёлковский район.
1 февраля 1963 года Щёлковский район был упразднён и Жегаловский с/с вошёл в Мытищинский сельский район. 11 января 1965 года Жегаловский с/с был возвращён в восстановленный Щёлковский район.
19 апреля 1978 года из Жегаловского с/с в черту города Щёлково было передано селение Жегалово.
3 февраля 1994 года Жегаловский с/с был преобразован в Жегаловский сельский округ.
В ходе муниципальной реформы 2004—2005 годов Жегаловский сельский округ прекратил своё существование как муниципальная единица. При этом его населённые пункты были переданы частью в городское поселение Загорянский, а частью в городское поселение Щёлково.
29 ноября 2006 года Жегаловский сельский округ исключён из учётных данных административно-территориальных и территориальных единиц Московской области.